# Viola cuneata
Viola cuneata är en violväxtart som beskrevs av S. Wats.. Viola cuneata ingår i släktet violer, och familjen violväxter. Inga underarter finns listade i Catalogue of Life.

## Bildgalleri

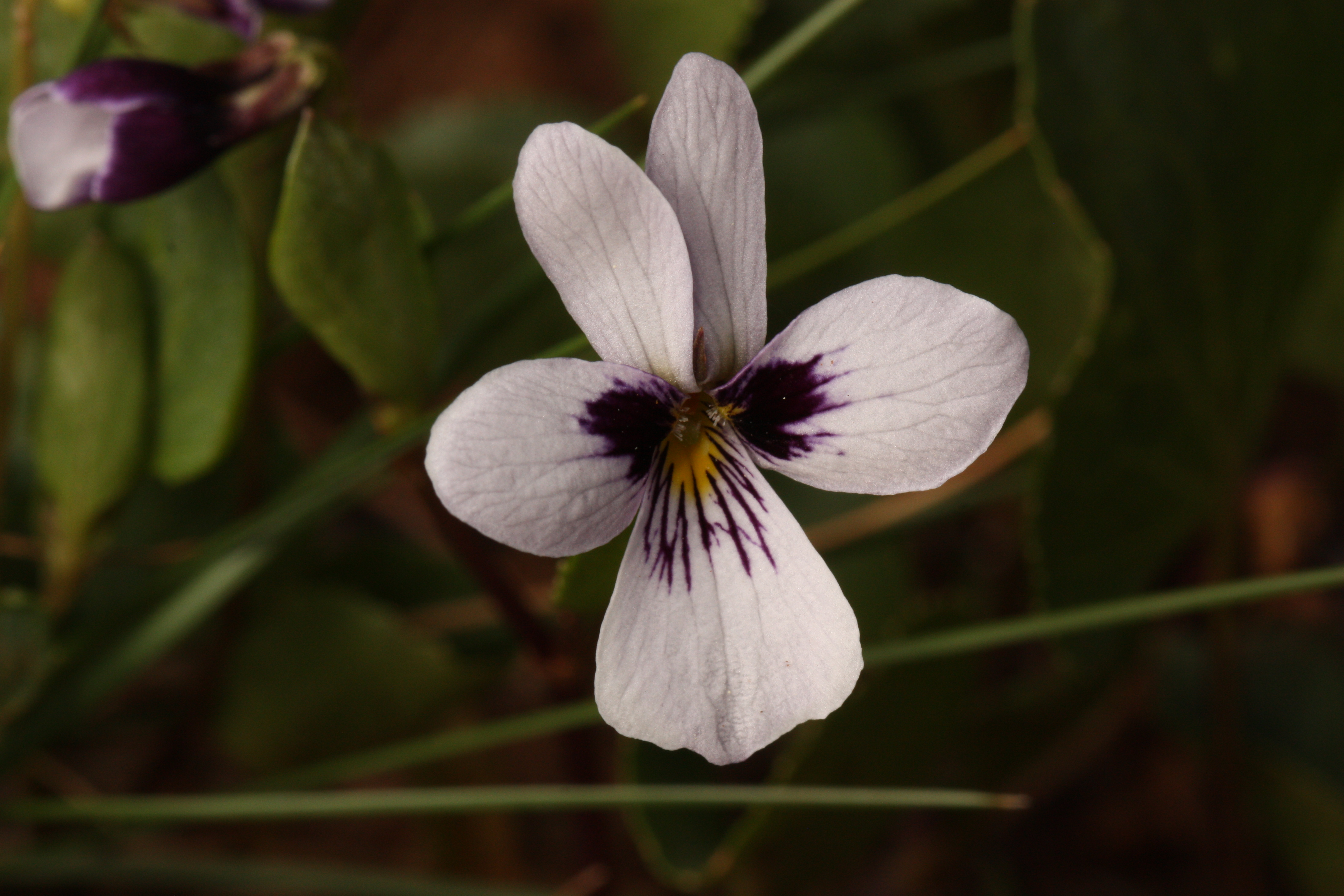
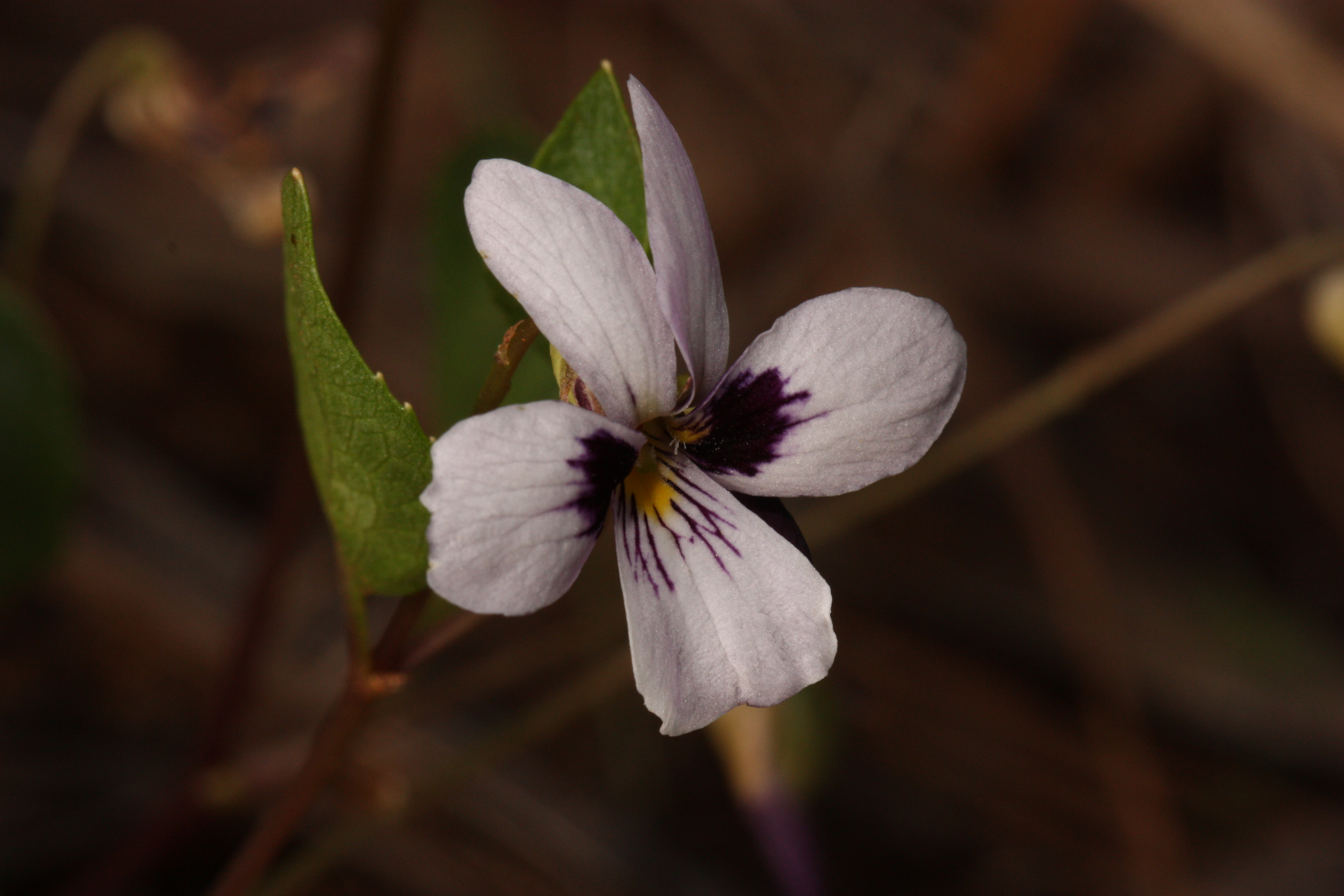
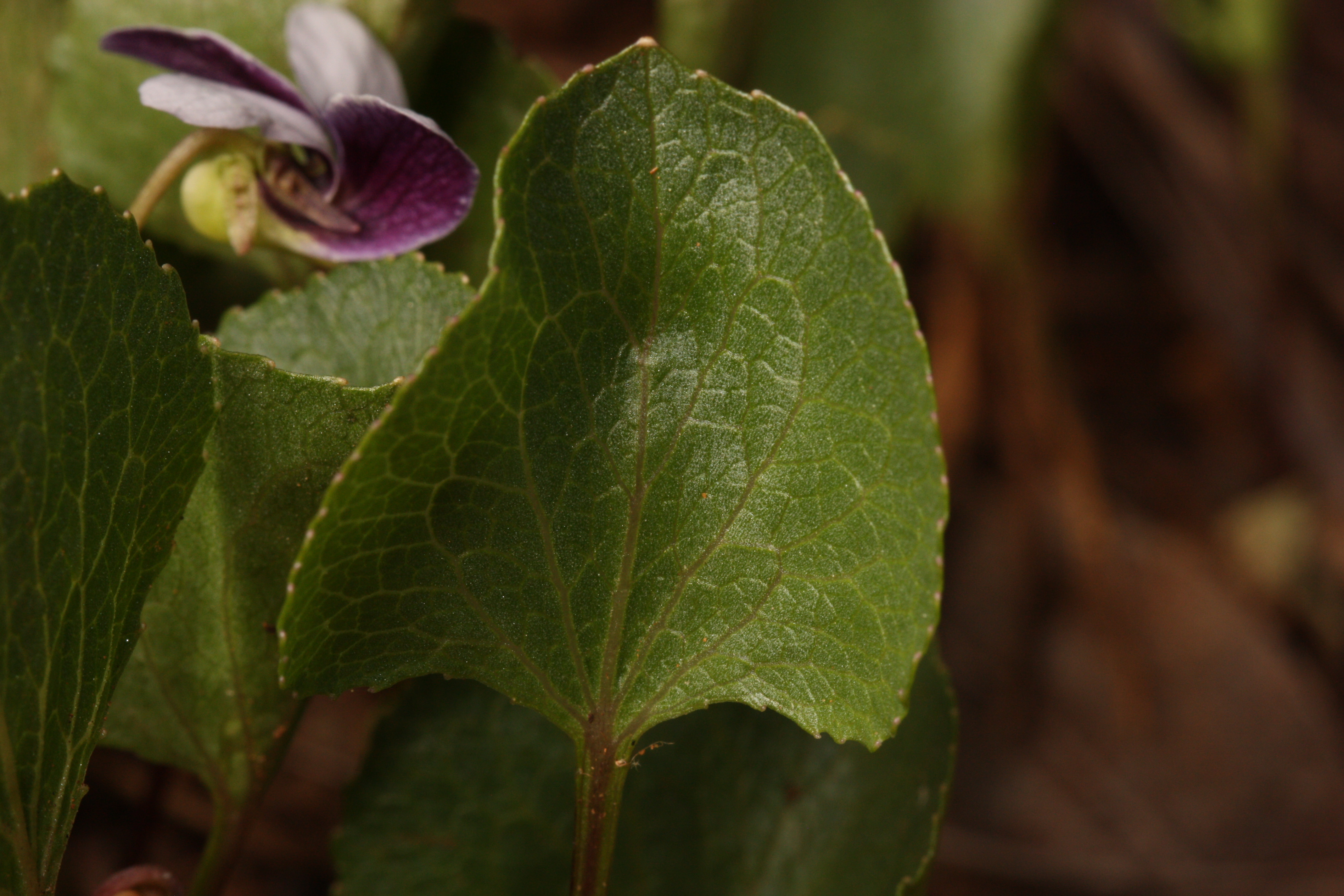
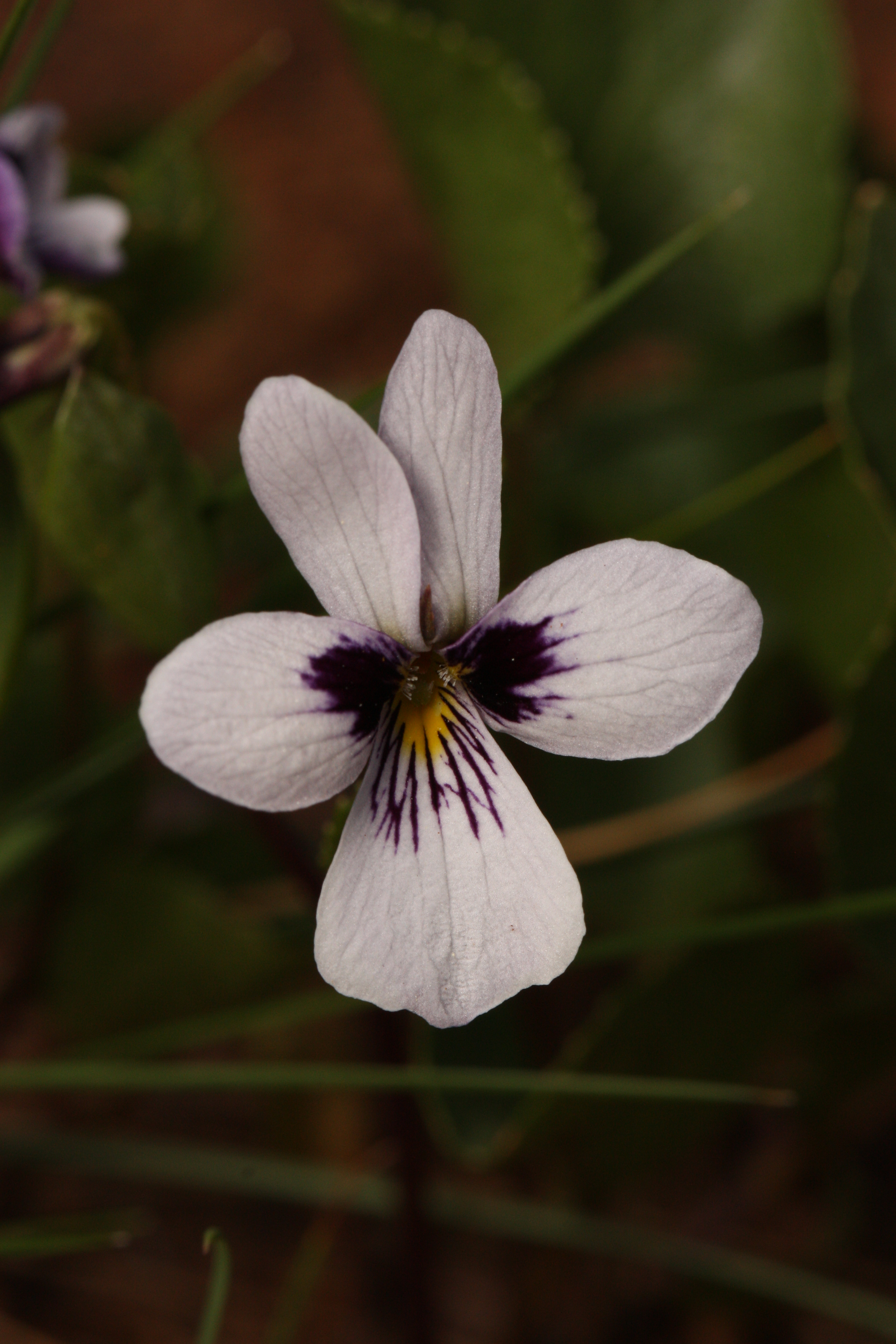
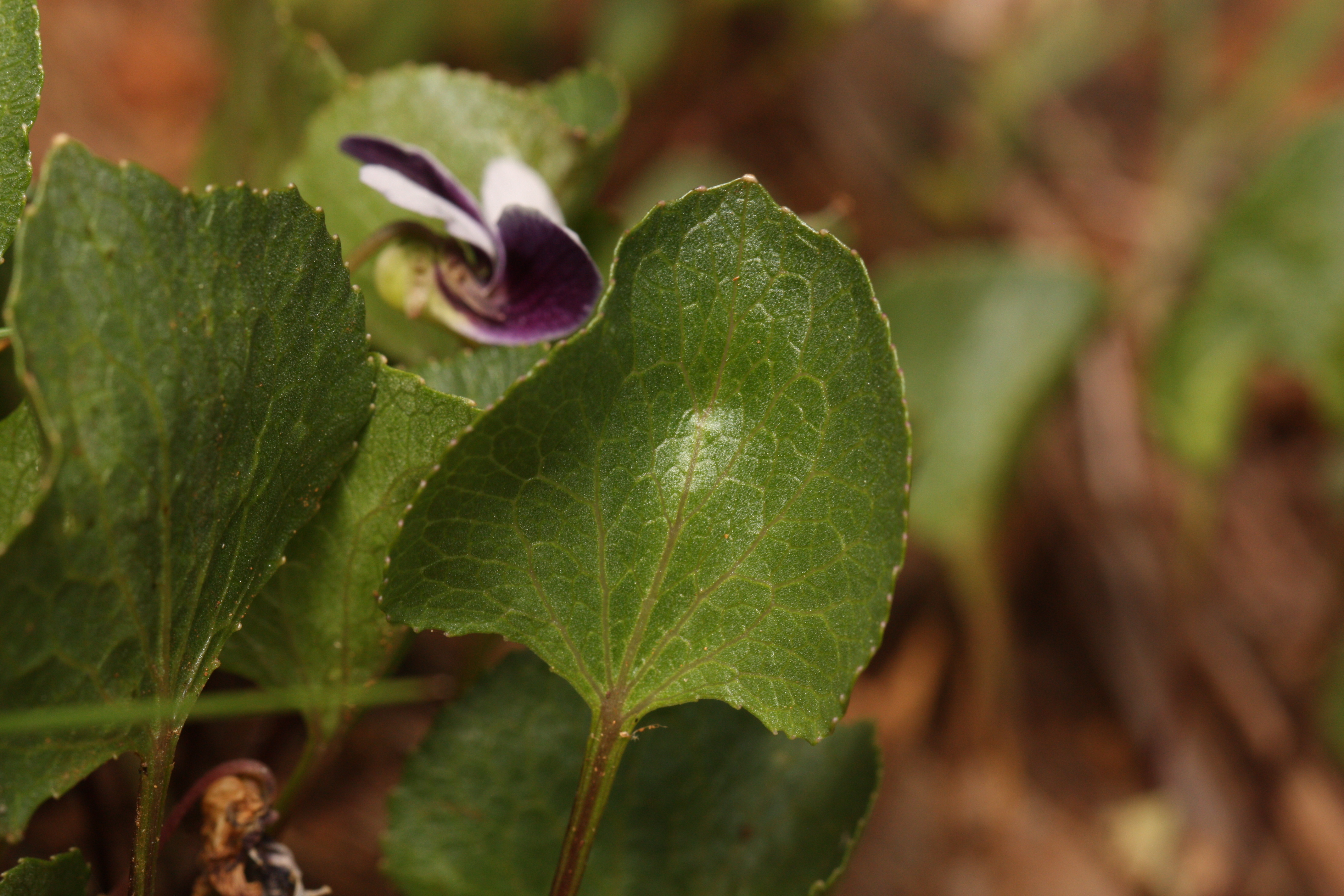
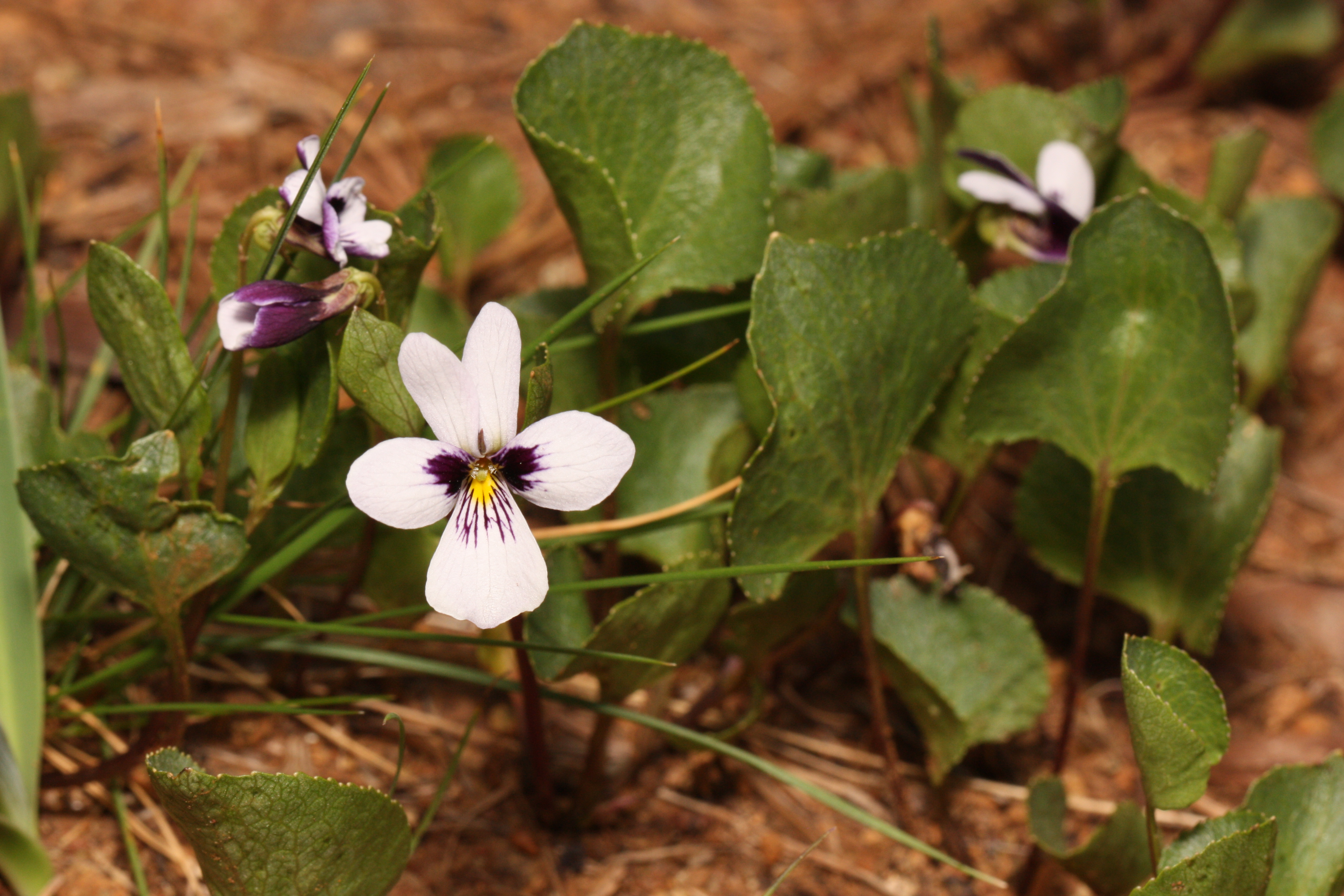